# Opatija Rijnsburg
Opatija Rijnsburg (nizozemsko Abdij van Rijnsburg) je bil benediktinski samostan v Rijnsburgu na Nizozemskem, ki je deloval med letoma 1133 in 1574.

## Zgodovina
Leta 1133 ga je ustanovila regentka Holandije Petronila Lotarinška in je bila nato pod zaščito holandskih grofic. Opatija je za svoje člane sprejemala le ženske iz plemstva. Postala je najprestižnejša ženska verska hiša v Holandiji in je skozi stoletja zelo obogatela z donacijami.
Na podlagi predanih bogoslužnih rokopisov je mogoče ugotoviti, da so sledili germanskim bogoslužnim običajem.  Skoraj nobenega razloga ni za domnevo, da sta opatija Rijnsburg ali njena matična hiša Stötterlingenburg v severnem Harzu kdaj pripadali redu Clunyjev.
Pod zaščito Holandskih grofov in grofic je postala najpomembnejša ženska opatija v Holandiji s številnimi posestmi, vključno z Aalsmeerjem in Boskoopom. Ena od opatinj opatije je bila Marija Schenck Toutenburška.
Leta 1574 je bil oropan in uničen. V središču Rijnsburga je v sklopu sedanje cerkve ostal le še eden od dveh stolpov romanske opatijske cerkve.

### Arheološke študije
Leta 1612 in nato v obdobju 1949 - 1966 so potekala izkopavanja.
- Arheološka izkopavanja, poletje 1966.
- Arheološka izkopavanja, poletje 1966.
- Arheološka izkopavanja, poletje 1966.
- Arheološka izkopavanja, poletje 1966.

## Pokopani v opatiji Rijnsburg
- grofica Petronila Lotarinška,
- grofica Ada Holandska opatinja Rijnsburga,
- grof Floris Črni
- grof Dirk VI.
- Grof Viljem I.
- grof Floris IV.
- grof Floris V.
- grof Janez I.